# متعلقات و ملحقات

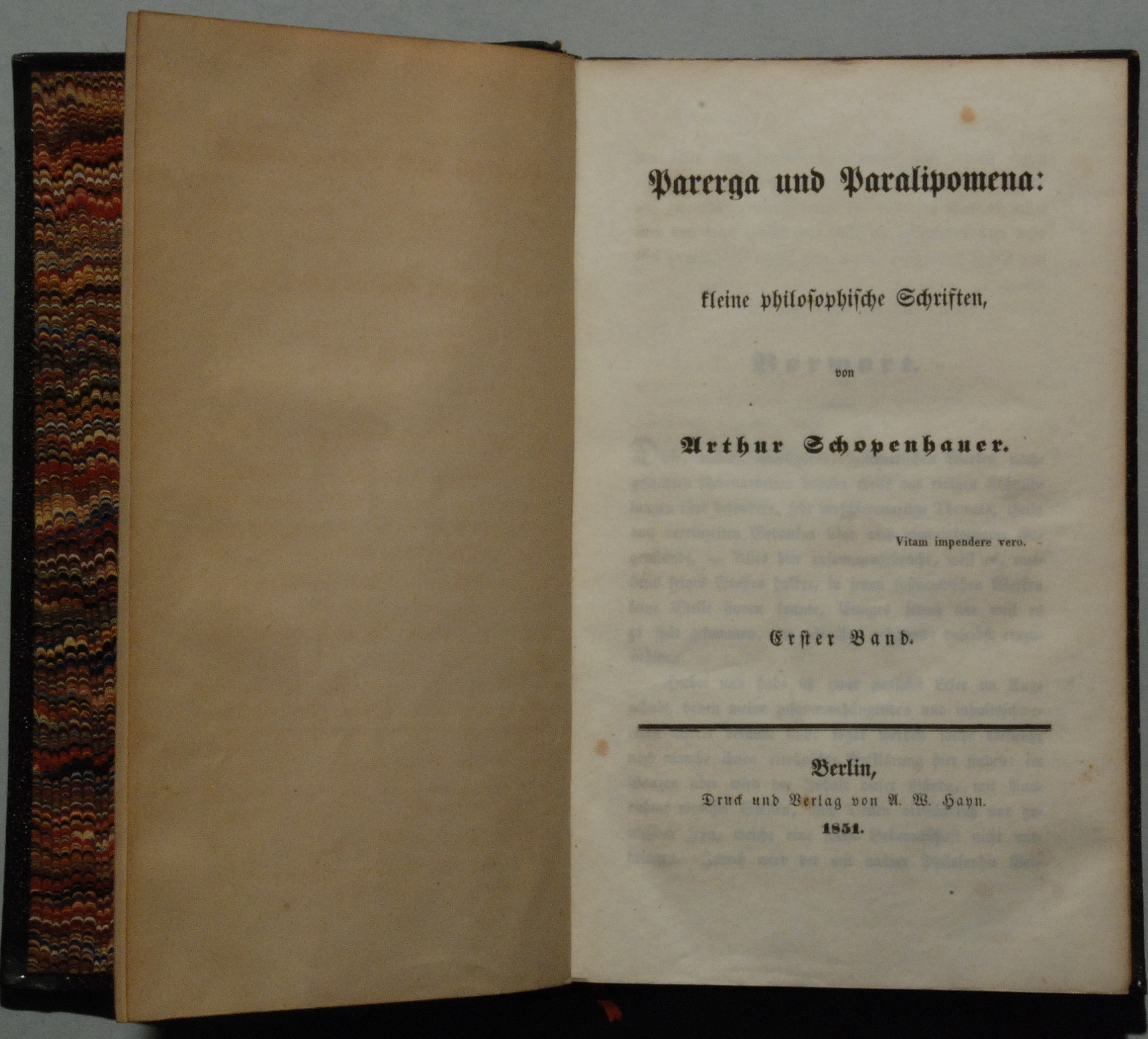
صفحه اول کتاب متعلقات و ملحقات. نسخه اورجینال

متعلقات و ملحقات (به آلمانی: Parerga und Paralipomena) اثری از فیلسوف آلمانی قرن نوزدهم، آرتور شوپنهاور، می‌باشد که در سال ۱۸۵۱ منتشر شد. این کتاب مجموعه ای از مقالات فلسفی وی در موضوعاتی مانند تاریخ فلسفه، اخلاق، زیبایی‌شناسی و … حول محور دیدگاه فلسفی وی که در کتاب اصلی خود، جهان همچون اراده و تصور، توضیح داده بود، می‌باشد. به همین منظور این کتاب به شرح خلاصه یا معرفی دیدگاه‌های آرتور شوپنهاور نمی‌پردازد و در اصل افزونه ای برای نظام فلسفی وی است. با این وجود خود نویسنده گفته‌است که این اثر برای کسانی هم که با دیدگاه‌های او آشنا نیستند قابل فهم است.

این کتاب حاوی مقدمه ای بر یکی دیگر از آثار شوپنهاور به اسم هنر همیشه بر حق بودن می‌باشد.
همچنین تمثیل خارپشت در این کتاب گنجانده شده‌است.

## چاپ
چاپ متعلقات و ملحقات باعث شد که به مرور زمان آثار شوپنهاور که به فراموشی سپرده شده بود به شهرت برسد.

## ترجمه فارسی
بخش کلمات قصار در باب حکمت زندگی (به انگلیسی: Aphorisms on the Wisdom of Life) در ایران تحت کتاب جداگانه ای و با عنوان «در باب حکمت زندگی» توسط محمد مبشری ترجمه و از طریق نشر نیلوفر چاپ شد. بخش دیگر آن نیز تحت عنوان «جهان و تأملات فیلسوف» به دست رضا ولی‌یاری(نشر مرکز) روانه بازار شده‌است و نهایتاً ترجمه کامل «متعلقات و ملحقات» (به استثنای بخش‌های آمده در دو کتاب یاد شده) از سوی رضا ولی‌یاری (نشر مرکز) انجام گرفت.